# 고니시촌
고니시촌(小西村)은 에히메현 오치군에 설치된 촌이다.